# Sainte-Marie-du-Bois (Mayenne)
Pour les articles homonymes, voir Sainte-Marie-du-Bois et Sainte-Marie.
Sainte-Marie-du-Bois est une commune française, située dans le département de la Mayenne en région Pays de la Loire, peuplée de 228 habitants.
La commune a la particularité de faire partie à la fois des provinces historiques du Maine et de la Normandie dans le pays de Passais.

## Géographie
| Rennes-en-Grenouilles    | Thubœuf              | Thubœuf                                                 |
| Le Housseau-Brétignolles | Sainte-Marie-du-Bois | Lassay-les-Châteaux (comm. ass. de La Baroche-Gondouin) |
| Lassay-les-Châteaux      | Lassay-les-Châteaux  | Lassay-les-Châteaux (comm. ass. de La Baroche-Gondouin) |

### Climat
Pour des articles plus généraux, voir Climat des Pays de la Loire et Climat du Val-d'Oise.
En 2010, le climat de la commune est de type climat océanique altéré, selon une étude du CNRS s'appuyant sur une série de données couvrant la période 1971-2000. En 2020, Météo-France publie une typologie des climats de la France métropolitaine dans laquelle la commune est exposée à un climat océanique et est dans une zone de transition entre les régions climatiques « Normandie (Cotentin, Orne) » et « Moyenne vallée de la Loire ». 
Pour la période 1971-2000, la température annuelle moyenne est de 10,3 °C, avec une amplitude thermique annuelle de 13,6 °C. Le cumul annuel moyen de précipitations est de 850 mm, avec 13,8 jours de précipitations en janvier et 7,6 jours en juillet. Pour la période 1991-2020, la température moyenne annuelle observée sur la station météorologique de Météo-France la plus proche, « Le Horps », sur la commune du Horps à 8 km à vol d'oiseau, est de 11,1 °C et le cumul annuel moyen de précipitations est de 857,1 mm,. La température maximale relevée sur cette station sur la période du 1er juillet 2003 au 2 juin 2025 est de 39,5 °C (en 2019), la température minimale de −12 °C (en 2012) et la hauteur maximale de précipitations en 24 h de 60 mm (en 2021).
Pour afficher une liste d’indicateurs climatiques caractérisant la commune aux horizons 2030, 2050 et 2100 et pouvoir ainsi s'adapter aux changements climatiques, entrer son nom dans Climadiag-commune, un site de Météo-France élaboré à partir des nouvelles projections climatiques de référence DRIAS-2020.

## Urbanisme

### Typologie
Au 1er janvier 2024, Sainte-Marie-du-Bois est catégorisée commune rurale à habitat très dispersé, selon la nouvelle grille communale de densité à sept niveaux définie par l'Insee en 2022.
Elle est située hors unité urbaine et hors attraction des villes,.

### Occupation des sols
L'occupation des sols de la commune, telle qu'elle ressort de la base de données européenne d’occupation biophysique des sols Corine Land Cover (CLC), est marquée par l'importance des territoires agricoles (100 % en 2018), une proportion identique à celle de 1990 (100 %). La répartition détaillée en 2018 est la suivante : 
prairies (50,8 %), terres arables (48,3 %), zones agricoles hétérogènes (0,9 %). L'évolution de l’occupation des sols de la commune et de ses infrastructures peut être observée sur les différentes représentations cartographiques du territoire : la carte de Cassini (XVIIIe siècle), la carte d'état-major (1820-1866) et les cartes ou photos aériennes de l'IGN pour la période actuelle (1950 à aujourd'hui).

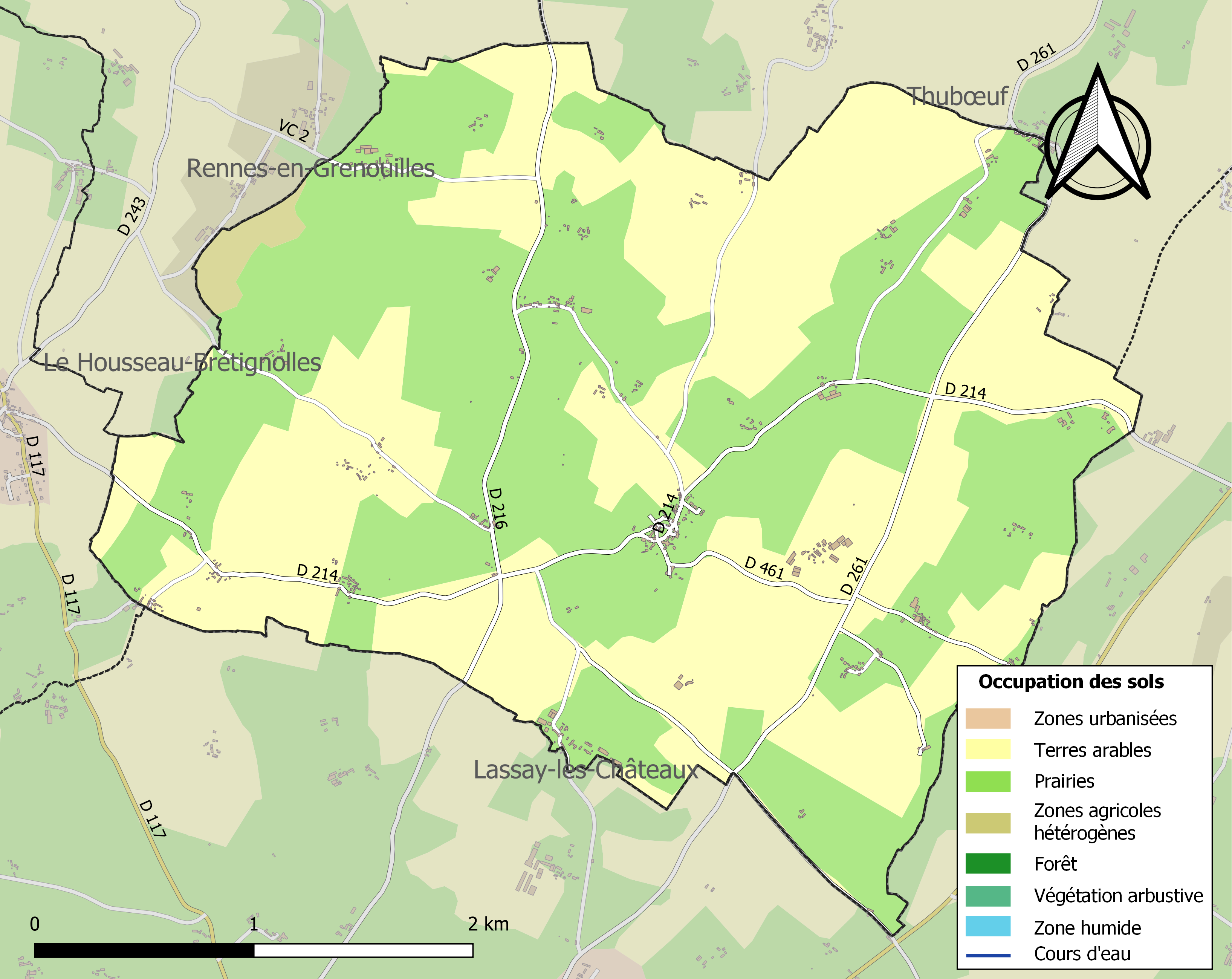
Carte des infrastructures et de l'occupation des sols de la commune en 2018 (CLC).

## Toponymie
La paroisse était dédiée à la Vierge Marie. Une quarantaine de communes en France porte le nom de Sainte-Marie dont deux Sainte-Marie-du-Bois, l'autre étant située à 32 km à l'ouest, en Normandie.
Le gentilé est Samaritain.

## Histoire
Sainte-Marie-du-Bois est une ancienne paroisse mixte du doyenné de Javron. Sa situation géographique sur les limites du comté du Maine et du duché de Normandie en faisait une paroisse sise dans le duché de Normandie, mais relevant du diocèse du Mans. Pour la justice, elle relevait du marquisat de Lassay et pour les impôts du bailliage de Domfront, ainsi que de l'élection de Mayenne et de celle de Domfront.
En 1832, la commune mayennaise de Sainte-Marie-du-Bois (669 habitants en 1821) absorbe la commune homonyme ornaise (357 habitants).

## Politique et administration
Le conseil municipal est composé de onze membres dont le maire et deux adjoints.

## Démographie
L'évolution du nombre d'habitants est connue à travers les recensements de la population effectués dans la commune depuis 1793. Pour les communes de moins de 10 000 habitants, une enquête de recensement portant sur toute la population est réalisée tous les cinq ans, les populations de référence des années intermédiaires étant quant à elles estimées par interpolation ou extrapolation. Pour la commune, le premier recensement exhaustif entrant dans le cadre du nouveau dispositif a été réalisé en 2004.
En 2022, la commune comptait 228 habitants, en évolution de +7,55 % par rapport à 2016 (Mayenne : −0,73 %, France hors Mayotte : +2,11 %).
Sainte-Marie-du-Bois a compté jusqu'à 1 182 habitants en 1836.
| 1793 | 1800 | 1806 | 1821 | 1831  | 1836  | 1841  | 1846  | 1851  |
| ---- | ---- | ---- | ---- | ----- | ----- | ----- | ----- | ----- |
| 685  | 555  | 727  | 669  | 1 111 | 1 182 | 1 136 | 1 074 | 1 021 |

| 1856  | 1861  | 1866  | 1872 | 1876 | 1881 | 1886 | 1891 | 1896 |
| ----- | ----- | ----- | ---- | ---- | ---- | ---- | ---- | ---- |
| 1 025 | 1 070 | 1 015 | 915  | 879  | 860  | 854  | 852  | 811  |

| 1901 | 1906 | 1911 | 1921 | 1926 | 1931 | 1936 | 1946 | 1954 |
| ---- | ---- | ---- | ---- | ---- | ---- | ---- | ---- | ---- |
| 774  | 723  | 697  | 554  | 507  | 464  | 443  | 441  | 417  |

| 1962 | 1968 | 1975 | 1982 | 1990 | 1999 | 2004 | 2006 | 2009 |
| ---- | ---- | ---- | ---- | ---- | ---- | ---- | ---- | ---- |
| 420  | 368  | 310  | 254  | 233  | 210  | 210  | 207  | 236  |

| 2014 | 2019 | 2022 | - | - | - | - | - | - |
| ---- | ---- | ---- | - | - | - | - | - | - |
| 217  | 227  | 228  | - | - | - | - | - | - |

| 1793 | 1800 | 1806 | 1821 | 1831 |
| ---- | ---- | ---- | ---- | ---- |
| 348  | 241  | 375  | 357  | 357  |

## Lieux et monuments
- Église Notre-Dame de l’Assomption, du XIXe siècle.
- Château de la Drouardière, du XIXe siècle.

## Personnalités liées à la commune
- Gervais Bigeon (1620-1685), religieux, théologien, né à Sainte-Marie-du-Bois.
- Léonor François de Tournely (1767 à Laval ou à Sainte-Marie-du-Bois - 1797), religieux.
- Isidore Colombert MEP (1838 à Sainte-Marie-du-Bois - 1894), évêque à Saïgon en Cochinchine.